# 格蘭德維尤鎮區 (伊利諾伊州埃德加縣)
格蘭德維尤鎮區（英語：Grandview Township）是位於美國伊利諾伊州埃德加縣的一個行政鎮區。

## 地方資料
根據2010年美國人口普查的數據，格蘭德維尤鎮區的面積為116.9平方千米，當中陸地面積為116.8平方千米，而水域面積為0.06平方千米。當地共有人口558人，而人口密度為每平方千米5.1人。